# Bromsgrove
Bromsgrove este un oraș  și un district ne-metropolitan situat în comitatul Worcestershire, regiunea West Midlands, Anglia. Districtul are o populație de 91.600 locuitori din care 27.633 locuiesc în orașul propriu zis Bromsgrove.

## Personalități născute aici
- Mark Williams (n. 1959), actor.